# Garennes-sur-Eure
Garennes-sur-Eure är en kommun i departementet Eure i regionen Normandie i norra Frankrike. Kommunen ligger i kantonen Saint-André-de-l'Eure som tillhör arrondissementet Évreux. År 2022 hade Garennes-sur-Eure 2 024 invånare.

## Befolkningsutveckling
Antalet invånare i kommunen Garennes-sur-Eure
Referens:INSEE